# Thlaspi caerulescens
Thlaspi caerulescens es una especie de angiospermas perteneciente a la familia Brassicaceae. Es endémica del oeste de Norteamérica, Texas, Colorado, Wyoming y Montana.

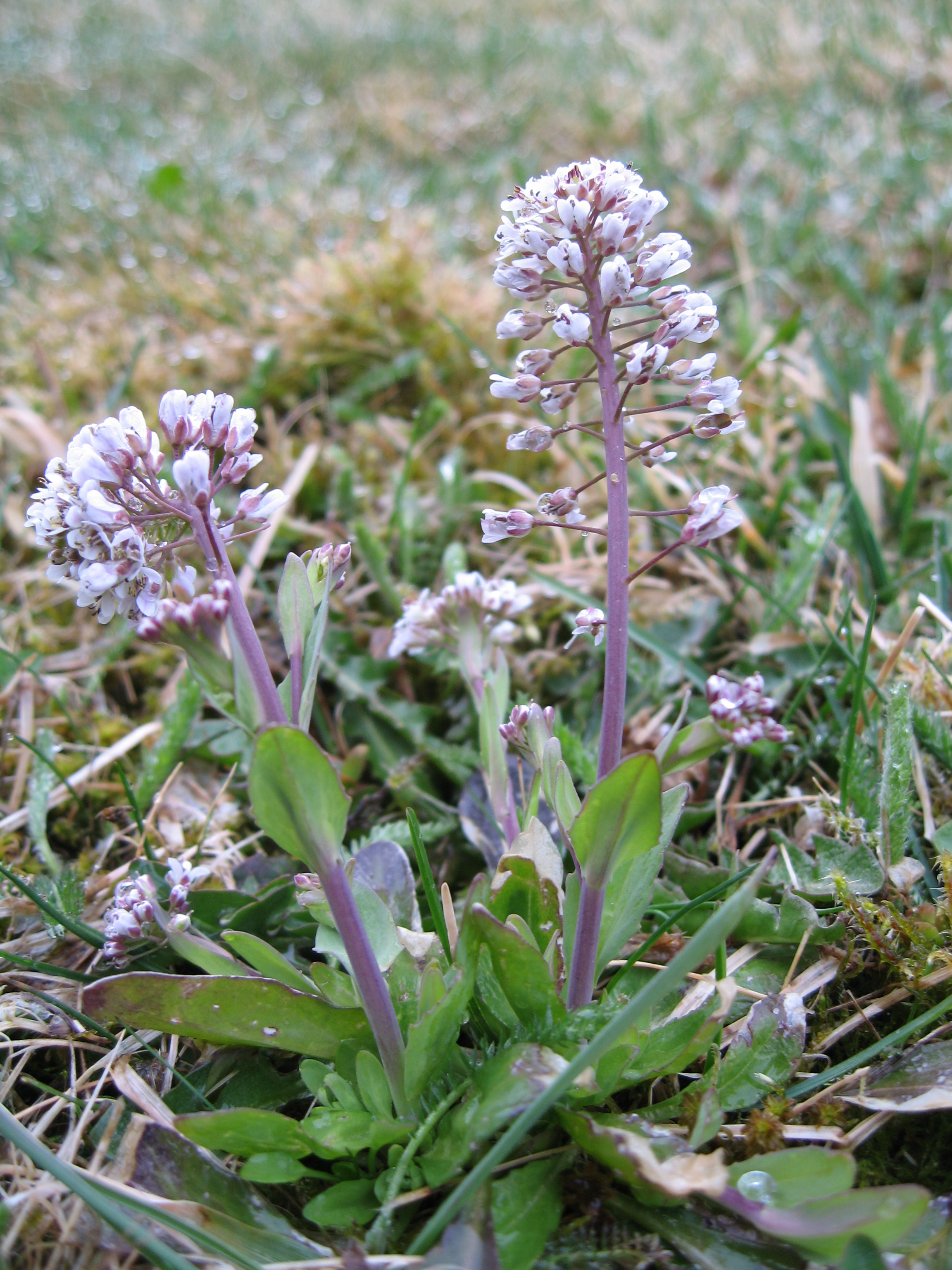
Inflorescencias

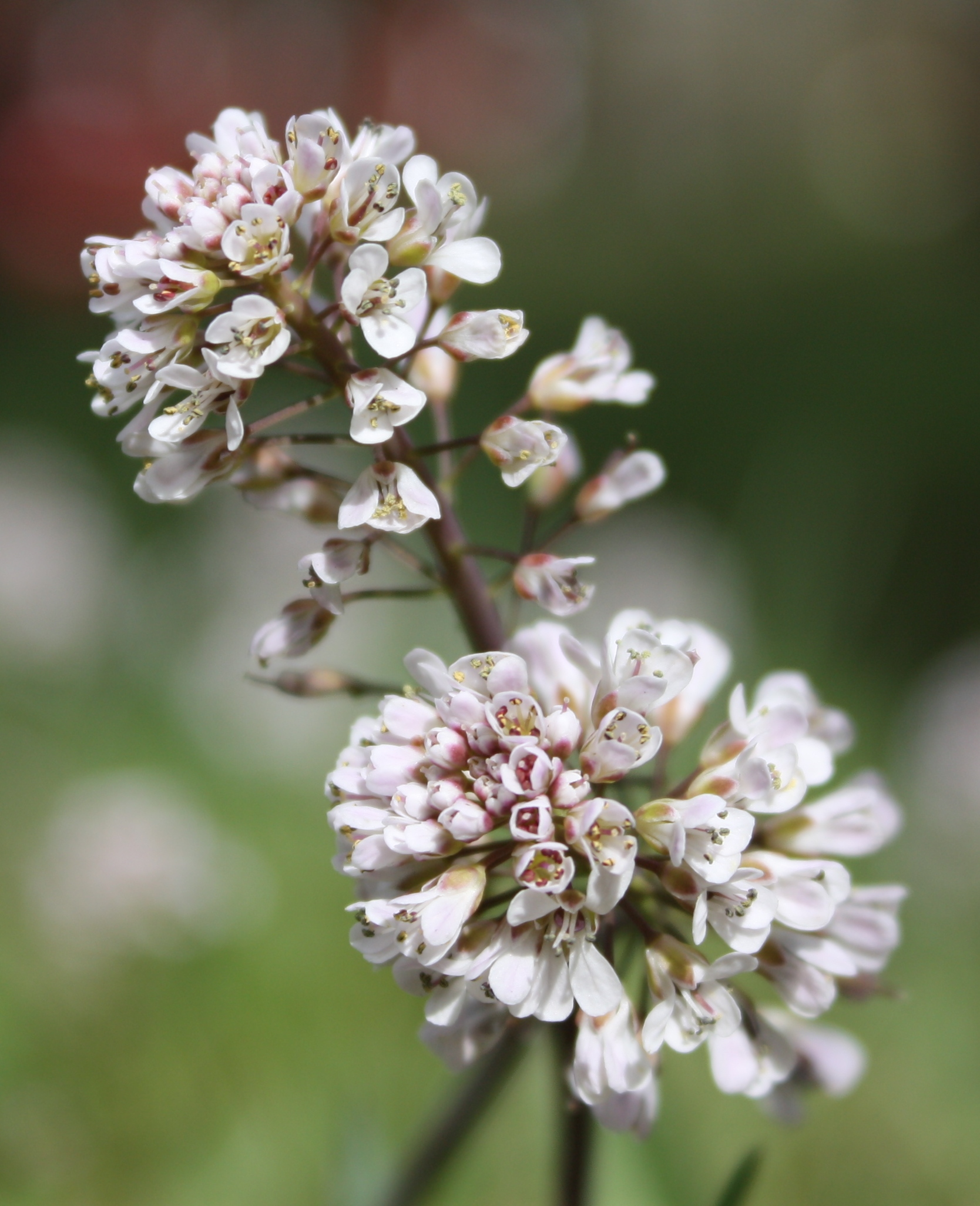
Detalle de las flores

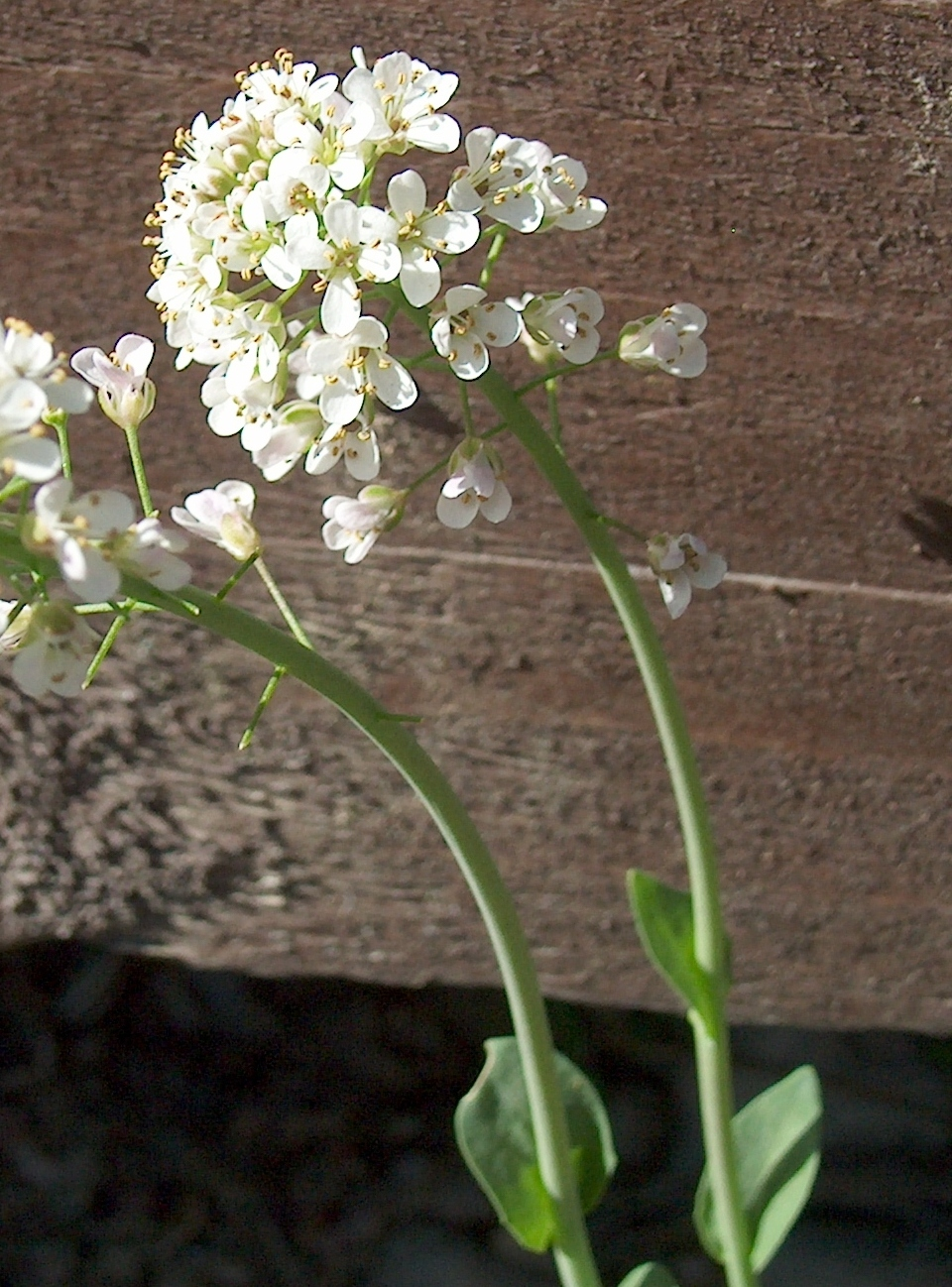
Inflorescencia

## Descripción
Es una pequeña planta herbácea que tiene una roseta basal de la que crecen uno o varios tallos cortos sin ramas con hojas chicas terminando en un denso racimo de diminutas flores blancas.

## Propiedades
Además de ser una planta silvestre, T. caerulescens ha sido citada por tener la propiedad de absorber cadmio con muy buenos resultados y según algunas instancias, también absorbe el zinc. Por esto es usada en procesos de biorremediación.

## Taxonomía
Pachyphragma macrophyllum fue descrito por  J.Presl & C.Presl y publicado en  Flora Čechica 133. 1819.
Etimología
Thlaspi: nombre genérico que deriva del griego thláspis; latinizado thlaspi = en Dioscórides y Plinio, nombre de dos plantas; según parece, de la familia de las crucíferas; una de ellas quizá la bolsa de pastor o pan y quesiIlo –Capsella bursa-pastoris (L.) Medik.; Thlaspi bursa-pastoris L.–. Dice Dioscórides, según la traducción de Laguna, que tiene “una simiente pequeña... y de figura de un plato, que parece ser machucada, de donde le vino el nombre” (gr. thláō = romper, machucar)
caerulescens: epíteto latino que significa "azulado".
Sinonimia
- Carpoceras griffithianum Boiss.
- Crucifera coerulescens (J.Presl & C.Presl) E.H.L.Krause
- Noccaea brachypetala subsp. huteri (Pernh.) F.K.Mey.
- Noccaea caerulescens (J.Presl & C.Presl) F.K.Mey.
- Noccaea firmiensis F.K.Mey.
- Pterotropis beugesiaca Fourr.
- Pterotropis gaudiniana Fourr.
- Pterotropis sylvestris Fourr.
- Pterotropis virens Fourr.
- Thlaspi alpestre (L.) L.
- Thlaspi alpestre subsp. sylvestre (Jord.) Hook.f.
- Thlaspi ambiguum Jord. ex F.W.Schultz
- Thlaspi arenarium Jord. ex F.W.Schultz
- Thlaspi arvernense Jord. ex Boreau
- Thlaspi cochleariforme subsp. griffithianum (Boiss.) Jafri
- Thlaspi firmiense (F.K.Mey.) Greuter & Burdet
- Thlaspi gaudinianum Jord.
- Thlaspi griffithianum (Boiss.) Boiss.
- Thlaspi huteri Pernh.
- Thlaspi lereschii Reut.
- Thlaspi muretii Gremli
- Thlaspi occitanicum Jord.
- Thlaspi oligospermum (Merino) Greuter & Burdet
- Thlaspi perfoliatum var. alpestre L.
- Thlaspi sylvestre Jord.
- Thlaspi sylvestre var. oligospermum Merino
- Thlaspi tallonis Sennen
- Thlaspi thlaspidioides (Pall.) Kitag.
- Thlaspi vogesiacum Jord. ex F.W.Schultz
- Thlaspi wendelboi Rchb. f.
- Thlaspidium alpestre (L.) Bubani[6][3]